# Royaume de Matamba
 (juillet 2022).
Si vous disposez d'ouvrages ou d'articles de référence ou si vous connaissez des sites web de qualité traitant du thème abordé ici, merci de compléter l'article en donnant les références utiles à sa vérifiabilité et en les liant à la section « Notes et références ».

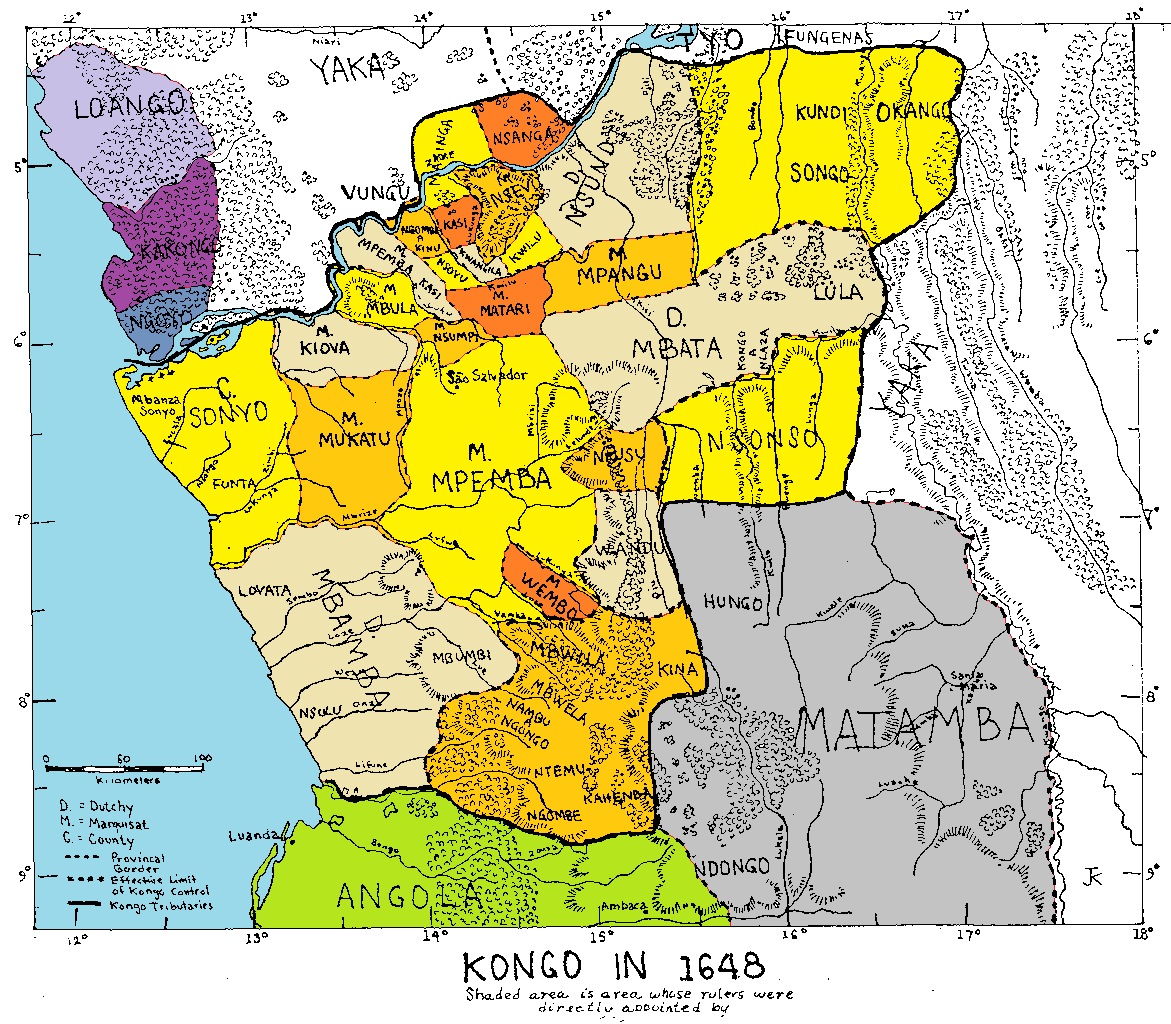
Carte du royaume de Matamba en 1648.

Le royaume de Matamba (1631-1744) est un ancien État d'Afrique australe, situé sur le territoire de l'actuelle Baixa de Cassange de la province de Malanje, dans l'actuel Angola. Royaume puissant, il résista longtemps à la colonisation du Portugal et ne rejoint l'Angola qu'à la fin du XIXe siècle.

## Origines
La première mention écrite du royaume de Matamba est une mention du tribut qu'il versait au roi Alphonse Ier du Kongo, en 1530. En 1535, Alphonse Ier cite également le Matamba dans ses titres, comme l'un pays sur lesquels il règne. Il semble toutefois que son pouvoir y était largement symbolique et que le Matamba était largement autonome. Il avait davantage de liens avec son voisin du sud, le royaume de Ndongo, aussi puissant que le Kongo.
Au milieu du XVIe siècle, le Matamba était gouverné par une reine dont le nom fut oublié, qui reçut des missionnaires du Kongo, alors royaume chrétien, envoyés par le roi Diogo Ier. Il n'y a toutefois aucune indication de conversion du Matamba au christianisme.
L'arrivée de colons portugais à Luanda en 1575 et leur immixtion dans les affaires du Ndongo éveillèrent des craintes pour l'indépendance du Matamba. Ce dernier envoya une armée en soutien au Ndongo et les forces ainsi combinées parvinrent à battre le Portugal lors de la bataille de la Lukala en 1590.

## Attaques portugaises et conquête par le Ndongo
En 1618, le gouverneur portugais de l'Angola, Luis Mendes de Vasconcelos, lança une attaque à grande échelle sur le Ndongo, à l'aide de ses nouveaux alliés bangalas. Ces derniers, des mercenaires recrutés au sud du fleuve Kwanza, permirent à Vasconcelos de faire tomber la capitale du Ndongo et de piller le royaume. Au cours des deux années suivantes, le fils de Vasconcelos, João, conduisit un détachement de forces portugaises et bangalas vers le Matamba, où ils causèrent des dégâts considérables. Pendant ce temps, le groupe bangala de Kasanje déserta l'armée portugaise et poursuivit sa campagne de destruction au Matamba. Des milliers d'habitants furent tués et des milliers d'autres capturés et vendus comme esclaves en Amérique, en particulier dans les territoires sous contrôle espagnol.
En 1624, alors que le Ndongo subissait toujours les assauts du Portugal après un bref rapprochement des deux États, la reine Nzinga en prit la tête mais fut contrainte de fuir le pays par deux fois, en 1626 puis en 1629. Au cours de sa seconde fuite, elle entra au Matamba où elle mit en déroute l'armée et sa reine, Mwongo Matamba, qu'elle captura et fit prisonnière. À partir de 1631, Nzinga fit de Matamba sa capitale, qu'elle annexa au Ndongo.

## Royaumes jumelés de Ndongo et Matamba
La reine Nzinga gouverna le Matamba de 1631 à sa mort en 1663. Elle annexa le pays à ses territoires et plusieurs milliers de ses sujets, qui avaient fui les attaques portugaises, s'y installèrent. Elle mena plusieurs guerres contre le Kasanje, notamment en 1634-35. En 1639, elle reçut un émissaire de pays portugais qui ne parvint pas à lui arracher de traité de paix. Lorsque les Pays-Bas prirent Luanda en 1641, Nzinga y envoya immédiatement des ambassadeurs pour conclure une alliance. Bien que les armées du Ndongo remportassent une large victoire sur le Portugal en 1647 lors de la bataille de Kombi, les contraignant presque à quitter le pays et à se replier vers Masangano, leur capitale intérieure, une armée résiduelle emmenée par Salvador de Sá mit les Pays-Bas en déroute et força Nzinga à regagner le Matamba. Elle conserva une capitale symbolique à Kindonga, une île sur le Kwanza où elle et ses prédécesseurs avaient régné ; sa capitale véritable demeura Matamba.
En 1654, Nzinga, qui s'était fait baptiser en 1622 à l'occasion d'un premier rapprochement avec le Portugal, ouvrit de nouveaux pourparlers de paix. Elle espérait ainsi assurer l'existence de son royaume et, n'ayant pas d'enfant, désigner un successeur. Elle s'allia à une famille proche de la sienne, dont le chef, João Guterres Ngola Kanini, devint l'un de ses plus importants conseillers. Elle était également soucieuse de retirer les bangalas de son armée, commandée par Njinga Mona, pour les placer directement sous ses ordres. Elle arrangea un mariage entre João Guterres et sa sœur Barbara mais l'Église refusa de reconnaître l'union en raison d'un précédent mariage que João Guterres avait contracté à Mbaka, alors prisonnier du Portugal. Elle ne parvint pas non plus à contrer l'influence de Njinga Mona sur l'armée.

### Guerre civile
Après la mort de Nzinga, Barbara lui succéda brièvement mais fut assassinée par les partisans de Njinga Mona en 1666. João Guterres parvint provisoirement à tenir ce dernier à distance du pouvoir mais fut également tué en 1670. Njinga Mona régna jusqu'en 1680, date à laquelle le fils de João Guterres, Francisco, le déposa et le tua. 

### Bataille de Katole
En 1681, Francisco entra en guerre avec le Kasanje voisin, avec l'intention de mettre l'un de ses alliés sur le trône. Le Portugal intervint et envahit le Matamba avec plus de 40000 hommes. L'armée parvint jusqu'à Katole, où Francisco lança une attaque à l'aube du 4 septembre 1681, infligeant de lourdes pertes du côté portugais. Les éléments bangalas combattant pour le Portugal opposèrent toutefois une forte résistance et Francisco ainsi que plusieurs de ses proches trouvèrent la mort lors de la bataille suivante. L'armée portugaise se retira cependant sur Ambaca puis sur Masangano.

## Règne de Verónica
La sœur de Francisco Guterres, Verónica I Guterres Kandala Kingwanga, lui succéda de 1681 à 1721 et consolida le pouvoir de la dynastie Guterres. Attachée à l'indépendance du Matamba, Verónica envoya un émissaire à Luanda avec pour tâche de négocier un traité de paix, signé le 7 septembre 1683. Elle accepta de devenir officiellement vassale du Portugal, de rendre les prisonnier portugais capturés lors de la bataille de Katole, autorisa les missionnaires à exercer dans le pays et octroya un droit de passage au Portugal à travers ses terres. Elle reconnut également l'indépendance du Kasanje et renonça à toute prétention sur ce pays, à qui elle remit 200 esclaves en quatre ans à titre de compensation.
Verónica n'était toutefois guère intimidée et ne tarda pas à revendiquer la couronne du Ndongo et du Matamba au même titre que sa prédécesseure Njinga. Elle s'opposa à nouveau militairement au Portugal en 1689 et en 1692-1693. Elle chercha également à s'allier au Kongo en 1706. Ces guerres et les pillages entre les affrontements diminuèrent sensiblement la population des confins occidentaux de ses territoires. Verónica tenta également de rétablir une mission chrétienne, qui avait quitté le pays à la mort de Njinga, mais sans succès.

## Invasion portugaise de 1744
À la mort de Verónica en 1721, son fils Afonso I Alvares de Pontes lui succéda. Pendant son règne, le district septentrional de Holo fit sécession pour fonder son propre royaume et commercer directement avec le Portugal, ce qui eut pour effet de dégrader les relations entre ce dernier et le Matamba.
Ana II, qui accéda au pouvoir en 1741, dut faire face à une invasion portugaise en 1744 dans ce qui fut l'une des plus grandes opérations militaires du Portugal au XVIIIe siècle. Les armées portugaises connurent d'abord de lourdes défaites mais parvinrent à rejoindre la capitale. Afin d'éviter une longue guerre, Ana II reconnut la suzeraineté du Portugal et renouvela les engagements pris par Verónica en 1683. Mais bien que le traité reconnaissait explicitement le Matamba comme vassal du Portugal et ouvrit son marché aux commerçants portugais, il n'eut que peu d'effet sur la souveraineté du Matamba et même sur le commerce. Ana II, comme Verónica avant elle, cherchait à christianiser son pays et envoya plusieurs courriers au préfet capucin du Congo et d'Angola ainsi qu'aux autorités portugaises, demandant la venue de missionnaires et la fondations de bases permanentes. Elle reçut effectivement la visite de missionnaires de Cahenda et des Carmes déchaux mais aucune mission permanente ne fut établie.

## Division
Ana II mourut en 1756 et une guerre civile éclata entre les prétendants au trône. Verónica II régna pendant une courte période mais fut déposée quelque temps après 1758. Ana III lui succéda mais fut renversée à son tour par Malwete ka Mbandi, un chef militaire. Kalwete remporta la guerre et fut baptisé Francisco II en montant sur le trône. Deux filles d'Ana, Kamana et Murili, parvinrent toutefois à s'enfuir vers l'ancienne capitale du Ndongo, sur les îles Kindonga, est résistèrent aux tentatives de Francisco II de les en chasser. Depuis là, Kamana fonda un royaume rival et, en 1767 tenta sans succès de s'allier au Portugal contre son ennemi. Le gouverneur portugais en poste à l'époque lui accorda l'asile mais refusa d'interférer dans les affaires locales de la partie orientale de la zone portugaise. Vers 1810, le fils et successeur de Kamana parvint à reconquérir la capitale et la couronne du Matamba.

## Liste des rois et reines de Matamba
| Nom               | Règne       | Remarques                 | Dynastie          |
| ----------------- | ----------- | ------------------------- | ----------------- |
| Kambolo Matamba   | Années 1590 |                           |                   |
| Mwongo Matamba    | ? - 1631    | Reine                     |                   |
| Njinga ou Ana Ire | 1631 - 1663 | Également reine du Ndongo | Dynastie Guterres |
| Barbara           | 1663 - 1666 | Sœur de la précédente     | Dynastie Guterres |
| Njinga Mona       | 1666 - 1669 | Usurpateur, 1er règne     | Dynastie Guterres |
| João              | 1669 - 1670 | Époux de la reine Barbara | Dynastie Guterres |
| Njinga Mona       | 1670 - 1680 | Usurpateur, 2ème règne    | Dynastie Guterres |
| François Ier      | 1680 - 1681 | Fils de João et Barbara   | Dynastie Guterres |
| Véronique Ire     | 1681 - 1721 | Sœur du précédent         | Dynastie Guterres |
| Alphonse Ier      | 1721 - 1741 | Fils de la précédente     | Dynastie Guterres |
| Anna II           | 1741 - 1756 | Fille du précédent        | Dynastie Guterres |
| Véronique II      | 1756 - 1758 | Fille de la précédente    | Dynastie Guterres |
| Anna III          | 1758 - 1767 | Sœur de la précédente     | Dynastie Guterres |
| François II       | 1767 - 1810 | Neveu de la précédente    | Dynastie Guterres |
| Ndala Kamana      | 1810 - 1833 | Petit-fils d'Anna III     | Dynastie Guterres |
| Idda Ritjaso      | ? - ?       |                           | Dynastie Guterres |